# Bantan Tua
Bantan Tua is een bestuurslaag in het regentschap Bengkalis van de provincie Riau, Indonesië. Bantan Tua telt 3647 inwoners (volkstelling 2010).